# Ozymandias (DC Comics)
Ozymandias, il cui vero nome è Adrian Alexander Veidt, è un personaggio della serie a fumetti Watchmen di Alan Moore e Dave Gibbons. Il personaggio è una versione modificata di Thunderbolt della Charlton Comics. Deve il suo nome a quello greco di Ramses II; in questo richiama il supereroe Hawkman della DC Comics, che nella versione Golden Age è la reincarnazione di un principe egizio.
Ozymandias si è classificato al 21º posto nella "classifica dei 100 più grandi cattivi dei fumetti" di IGN; secondo Wizard, invece, Veidt si è classificato 29º posto nella lista dei "200 più grandi personaggi fumettistici di sempre" e al 25º in quella dei "100 più grandi cattivi di tutti i tempi". La rivista Forbes pone Ozymandias al 10º posto nella classifica dei personaggi di fantasia più ricchi del mondo con un patrimonio di 5.4 miliardi di dollari.

## Biografia del personaggio
Nato Adrian Alexander Veidt da più che benestanti genitori tedeschi, emigrati negli Stati Uniti, presto rimane orfano ed entra così in possesso della cospicua eredità famigliare. A 17 anni devolve tutto in beneficenza, convinto che non le ricchezze, ma la sua incredibile intelligenza e forza di volontà siano tutto ciò di cui ha bisogno per fare strada nella vita.
Ossessionato dalla figura di Alessandro Magno e dai faraoni, Veidt intraprende un viaggio di auto-scoperta sulle tracce del condottiero attraversando il mar Mediterraneo, l'Asia Minore e la Persia. Al termine del suo viaggio, dopo aver ingerito una palla di hashish, ha delle visioni e decide di mettere le sue potenzialità al servizio del bene: decide di diventare un supereroe con il nome di Ozymandias, che è il nome greco del faraone Ramses II.

### Carriera
A partire dalla fine degli anni 1950 Ozymandias inizia la sua personale lotta contro il crimine organizzato.
Nel corso degli anni 1960 viene invitato da Capitan Metropolis, un esponente della prima generazione di "vigilanti in costume" (non si potevano ancora definire "supereroi"), a partecipare alla creazione de i Crimebusters, un nuovo gruppo di eroi mascherati. Tutti gli eroi reclutati sono d'accordo, tranne il Comico: questi afferma sprezzante che è inutile perdere tempo in sciocchezze quando il mondo è sull'orlo di un conflitto atomico; infatti Watchmen è ambientato comunque nel 1985, quattro anni prima della fine della guerra fredda. La reazione del Comico "apre gli occhi" a Ozymandias che da quel momento perde interesse nella normale lotta alla malavita.
Nel 1975, proprio due anni prima della "Legge Keene" che sancisce l'illegalità dei supereroi, Ozymandias decide di abbandonare: rivela al mondo la sua vera identità e da quel momento si dedica all'imprenditoria. Presto diventa il capo di un impero commerciale che vende la sua immagine e produce qualunque cosa: nel corso della serie si vedono svariate pubblicità di prodotti e servizi usciti dalle industrie Veidt, dal profumo "Nostalgia" alle palestre, fino ad arrivare alla Fondazione Veidt contro la carestia e addirittura a una linea di giocattoli e action figure che riproducono lui stesso, gli altri vigilanti mascherati e i "supercattivi" da loro affrontati.

### Il piano per salvare il mondo
L'affermazione del Comico sulla guerra nucleare inizia a farsi strada nella mente di Ozymandias, che da quel momento sfrutta la sua intelligenza e i proventi della sua attività da imprenditore per elaborare un piano che gli permetta di scongiurare l'esplosione di un conflitto atomico. Il piano da lui ideato è riassumibile come "colpirne dieci per salvarne mille". Il suo modello è, ancora una volta, Alessandro Magno: colpito dalla storia del nodo gordiano, ovvero l'applicazione del "pensiero laterale" a un problema in apparenza non risolubile, Ozymandias decide di evitare lo scontro tra USA e URSS facendo entrare in scena un possibile terzo nemico che minacci tutti, costringendo le due superpotenze ad allearsi per scongiurare una catastrofe ancora maggiore.
L'idea di Ozymandias è inscenare una finta invasione aliena: egli fa sparire e convince con l'inganno numerosi artisti, scienziati e ingegneri e li porta su un'isola deserta, obbligandoli a progettare e costruire una mostruosa creatura aliena; i personaggi coinvolti non sono consapevoli dello scopo ultimo, credendo che il mostro sia un grandioso effetto speciale per qualche film. Il cervello del mostro è stato creato per clonazione da quello di un uomo dotato di poteri psichici. Ozymandias ha programmato di far teleportare, usando una forma ancora primitiva di teletrasporto ideata da Dottor Manhattan, il mostro nel centro di New York, causando però la sua repentina morte e la quasi totale devastazione dell'area coinvolta: lo shock provato dal mostro prima del decesso ne avrebbe innescato i poteri psichici causando un'onda di "shock psichico" capace di generare visioni di morte e distruzione nelle menti dei sopravvissuti all'evento.
Naturalmente il piano non avrebbe avuto successo se Ozymandias non avesse previsto il modo per eliminare i potenziali oppositori, ovvero gli ultimi due vigilanti ancora in attività: il Comico e il Dr. Manhattan. Il primo viene affrontato da Ozymandias stesso nel suo appartamento in uno scontro corpo a corpo, sorta di vendetta per un precedente scontro avvenuto decenni prima in cui il Comico ebbe la meglio. Per essere sicuro di averlo ucciso, Ozymandias ne getta il corpo dalla finestra del grattacielo in cui il Comico abitava e svolgeva la sua vita da diplomatico.
Per il Dr. Manhattan la situazione è differente: non potendo competere con lui, Ozymandias fa in modo che i più stretti amici dell'eroe e anche il suo nemico Moloch trovino lavoro in una delle tante società che fanno capo al suo impero economico e in segreto trova il modo di esporli a radiazioni che provocano loro il cancro. Fatto questo non risulta difficile convincere una certa parte della stampa a collegare il cancro al Dr. Manhattan che si trova costretto ad auto-esiliarsi dalla Terra.

#### Vittime del piano
- 3 milioni di cittadini newyorkesi, più svariate migliaia di persone rese folli.
- Tutti coloro che hanno lavorato al progetto del mostro eliminati da un'esplosione.
- I servi di Ozymandias, apparentemente avvelenati.
- Il Comico: aveva scoperto casualmente l'esistenza dell'isola non segnata sulle carte. Ozymandias stesso lo uccide.
- Moloch: il Comico, suo vecchio nemico, era andato a trovarlo e gli aveva confidato le sue scoperte sapendo che non avrebbe capito per liberarsi dal peso della verità. Probabilmente ucciso da un sicario di Veidt.
- Rorshach: disintegrato dal Dottor Manhattan perché non raccontasse al mondo la verità di quanto accaduto, causando una possibile recrudescenza del conflitto USA-URSS.

## Poteri e abilità
Come la maggior parte dei supereroi presenti in questa serie, Ozymandias non ha dei superpoteri, ma con un allenamento costante misto alla sua grande intelligenza (è considerato l'uomo più intelligente del mondo) è comunque riuscito ad arrivare ad un impressionante livello di perfezione fisica.
In combattimento, tiene facilmente testa a Rorschach e Gufo Notturno II contemporaneamente, inoltre dimostra di avere raggiunto capacità al limite dell'umano quando riesce ad afferrare in volo una pallottola sparata da Spettro di Seta II, tuttavia nemmeno lui può competere con i poteri semidivini del Dottor Manhattan.

## Altri media

### Cinema
Ozymandias è apparso come antagonista principale e antieroe nell'adattamento cinematografico del fumetto, interpretato dall'attore Matthew Goode e doppiato da Francesco Bulckaen.

### Televisione
Nella miniserie televisiva, ambientata molti anni dopo rispetto agli avvenimenti del graphic novel, Jeremy Irons interpreta una versione più anziana del personaggio.